# Tricholochmaea sablensis
Tricholochmaea sablensis là một loài bọ cánh cứng trong họ Chrysomelidae. Loài này được Brown miêu tả khoa học năm 1969.